# جورج فروست (سياسي)
جورج فروست (بالإنجليزية: George Frost)‏ هو قاضي وسياسي أمريكي، ولد في 26 أبريل 1720، وتوفي في 21 يونيو 1796.